# Csizmadia László (színművész)
Csizmadia László (Budapest, 1934. február 20. – Kecskemét, 2014. június 29.) magyar színész, a Kecskeméti Katona József Nemzeti Színház örökös tagja.

## Életpályája
Az Erkel Ferenc Zeneművészeti Szakiskolában végzett, és diákként statisztált az Operaházban. Szinetár Miklós ajánlotta be a Fővárosi Operettszínházba, ahol Huszka Jenő Szabadság, szerelem című operettjének bemutatására készültek. A színház igazgatója, Gáspár Margit, amint meghallotta énekelni Csizmadia Lászlót, elrendelte: „ennek a fiúnak azonnal csináljanak szerződést!”. Petress Zsuzsa primadonnával játszott először színpadon.
1956-ban disszidált Kanadába. 1958-1959-es évadot már ismét az Operettszínházban töltötte. 1959 és 1963 között játszott többek között: a Petőfi Színházban, az egri Gárdonyi Géza Színházban és a szolnoki Szigligeti Színházban. 1964-től a győri Kisfaludy Színház, 1968-tól a Szegedi Nemzeti Színház művésze volt. 1986-tól, Lendvay Ferenc hívására Kecskemétre szerződött. A Kecskeméti Katona József Nemzeti Színház örökös tagjai közé is beválasztották. 

„...húszéves koromban indult a pályám, rögtön egy operettszínházi főszereppel. Gyakorlatilag minden nagy operett bonviván szerepét eljátszhattam Budapesten, Győrött, Szegeden, Kecskeméten. Később fordult a kocka, a fiataloké lett a bonviván szerep, de nekem is mindig jutott jobbnál jobb fő- és karakterszerep... ”

## Fontosabb színházi szerepei
- Lehár Ferenc: A mosoly országa... Szu Csong, herceg
- Lehár Ferenc: Luxemburg grófja... René
- Lehár Ferenc: A víg özvegy... Danilovics Daniló, követségi titkár; Báró Zéta Mirkó nagykövet
- Huszka Jenő: Lili bárónő... Illésházy László gróf; Malomszegi báró; Becsei tiszttartó
- Huszka Jenő: Gül Baba... Gül Baba; Gábor diák
- Huszka Jenő: Mária főhadnagy... Jancsó Bálint; Draskóczy
- Huszka Jenő: Bob herceg... Pompónius, tanítómester
- Ábrahám Pál: Bál a Savoyban... Henry de Faublas, marquis
- Ábrahám Pál: Viktória... Koltay László, főhadnagy;  Axel Webster, svéd követ
- Ábrahám Pál: Hawaii rózsája... Stone kapitány
- Kacsóh Pongrác: János vitéz... Strázsamester
- Jacobi Viktor: Leányvásár... Harrison; Tom Miggles
- Jacobi Viktor: Sybill... Nagyherceg; Petrov, testőrtiszt
- Kálmán Imre: A bajadér... Radjami herceg
- Kálmán Imre: A cirkuszhercegnő... Mister X.; Cirkuszigazgató
- Kálmán Imre: Csárdáskirálynő... Edvin; Kerekes Ferkó; Rhonsdorff
- Kálmán Imre: Marica grófnő... Török Péter, tiszttartó; Wittenberg gróf; Mihály
- Kálmán Imre: A cigányprímás... Báró Simonfalvy, a cigányprímás cimborája
- Kálmán Imre: Montmartre-i ibolya... Raoul, festő

## Filmek, tv
- Fedezzük fel Pestet! (1962)
- Portréfilm